# Demophon von Athen

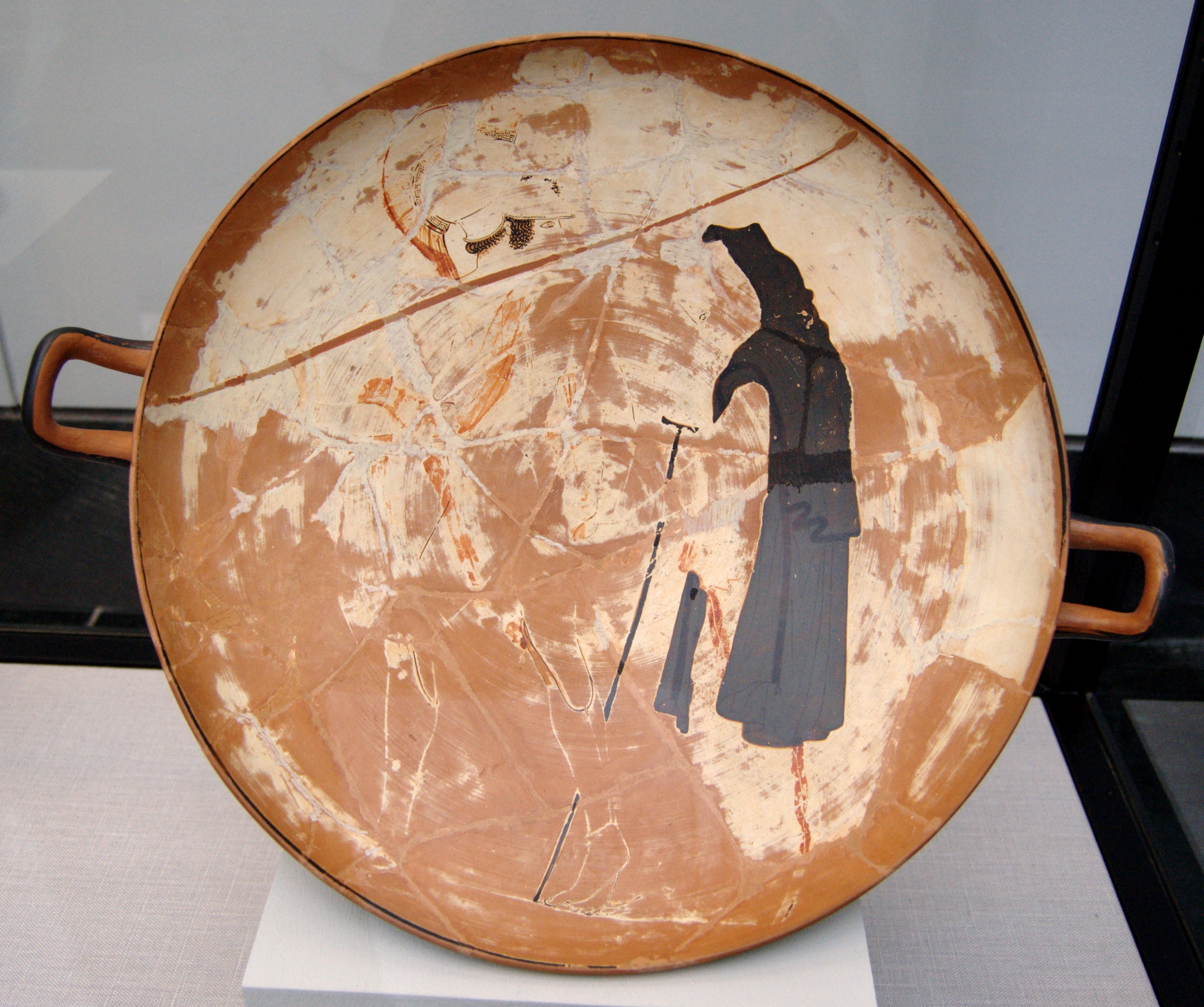
Demophon (?) befreit Aithra, weißgrundige attische Kylix, 470–460 v. Chr., Staatliche Antikensammlungen (Inv. 2687)

Demophon (altgriechisch Δημοφῶν Dēmophṓn) oder auch Demophoon (Δημοφόων Dēmophóōn) war ein mythischer König von Attika. Er ist der Sohn des Theseus und der Phaidra sowie der Bruder von Akamas, mit dem er am Trojanischen Krieg teilnahm. Beide befanden sich auch unter den vierzig Helden, die sich im Trojanischen Pferd verbargen. Nach dem Krieg forderte er die Herausgabe seiner Großmutter Aithra, die mit Helena entführt wurde.  Nachdem Helena dem zugestimmt hatte, gab Agamemnon sie frei.
Während der Rückreise landete er an der Küste der thrakischen Bisalter und verliebte sich in Phyllis, die Tochter des Königs von Thrakien. Er heiratete Phyllis und erhielt auch den Königsthron. Demophon reiste weiter nach Athen, versprach jedoch zurückzukehren. Da er aber nicht zurückkehrte, nahm sich Phyllis das Leben. Die Geschichte, aus dem Blickwinkel der Phyllis erzählt, ist das Thema des zweiten Briefes in Ovids Heroides.
Angeblich hat er aus Troja das Palladion mit nach Athen gebracht. Demophon solidarisierte sich mit den Herakliden gegen Eurystheus. Nach seinem Tode wurde sein Sohn Oxyntes König von Attika.